# برآمدگی

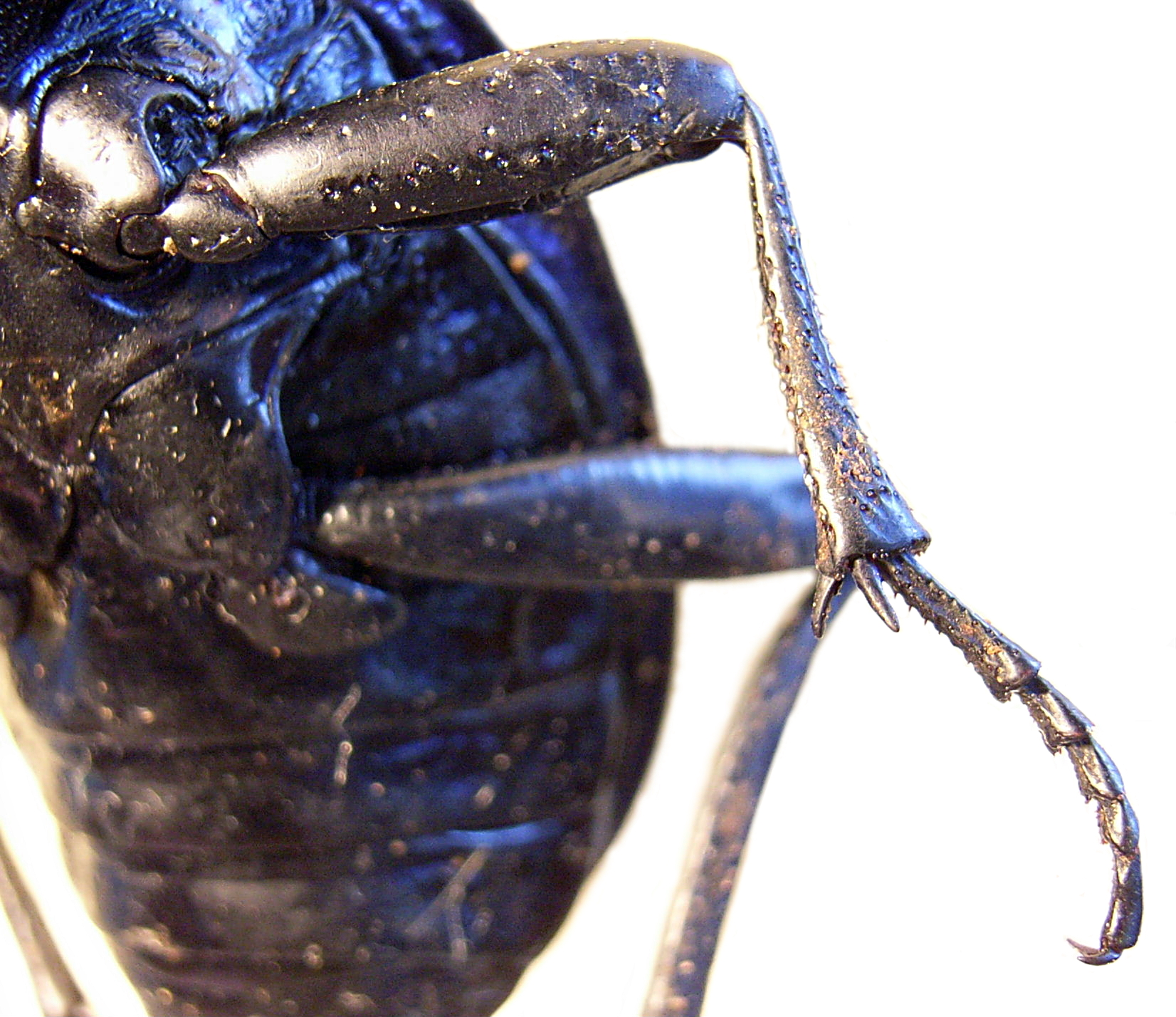
پاهای یک سوسک

برآمدگی،برجستگی یا اندام‌های بیرونی (به انگلیسی: Appendage) در زیست بی‌مهرگان عبارت است از بیرون‌زدگی بخش‌هایی از بدن یا دراز شدن طبیعی اندامی از بدن. از دست و پا یا دُم می‌توان به عنوان برآمدگی در مهره‌داران یاد کرد. هر اندامی که از چارچوب اصلی بدن بیرون‌زده باشد، به عنوان برآمدگی دانسته می‌شود.
چند مورد از برآمدگی‌های بدن عبارتند از:
- آب‌شش
- پاهای مخصوص راه رفتن
- پاهای مخصوص شنا کردن
- اندام‌های جنسی
- بخشی از دم
- شاخک
- و …